# Пхосампхау

Пхосампхау (тайск. สำเภา; сампхау — «джонка») — пхо, 32-я буква тайского алфавита, обозначает глухой придыхательный губно-губной взрывной согласный, тонируется и произносится также как и буква пхопхан, в лаосском алфавите обе эти буквы объединены в букву пхопху (гора). Различия в использовании пхопхан и пхосампхау объясняется орфографической традицией, пхосампхау встречается в словах заимствованных из санскрита и пали. Как инициаль относится к аксонтамкху (парная нижнего класса), как финаль относится к матре мекоп. В сингальском пали соответствует букве махапрана баянна, в бирманском пали — багоу.

## Известные слова на пхосамхпау
- Пхукет